# Jungle

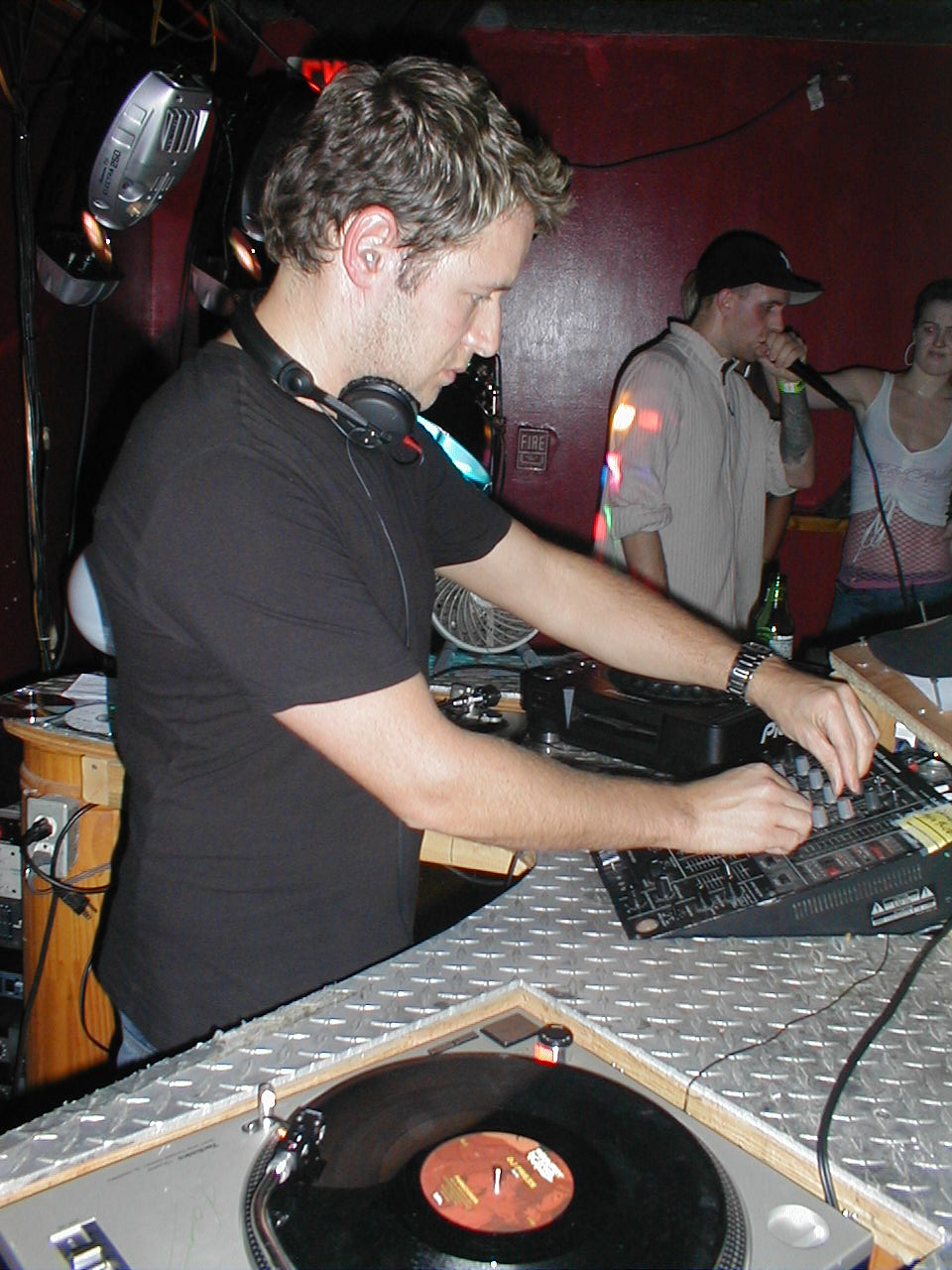
DJ Adam F u mixážního pultu

Jungle je hudební styl, který se vyvinul ve Velké Británii v první polovině 90. let 20. století z rave a obvykle je považován za zaměnitelný s drum and bass. Mezi těmito styly nejsou významnější zvukové rozdíly. Často je pojem jungle spojován se staršími materiály z první poloviny 90. let (ovlivněnými ragga a jinými černošskými vlivy), drum and bass je v podstatě pokračovatel jungle, čerpající z jeho populárnosti, s novějšími hudebními prvky. Ačkoliv se oba termíny začaly vyskytovat zhruba ve stejnou dobu (1991–1992), jejich používání ovlivňovali zejména hudební publicisté, pro něž měl pojem jungle zřejmě podobnou konotaci jako (nežádoucí) rave. To byl patrně důvod, proč se přibližně od roku 1996 používalo téměř výhradně označení drum and bass a termín jungle byl zapomenut. Pro některé je jungle jen zkratkou pro ragga jungle (sporadicky též jungle techno) – původní termín, kterým se zrychlené breakbeatové skladby označovaly na začátku 90. let 20. století. Svého vrcholu dosáhl jungle v létě roku 1994, kdy se do britské UK Top Ten nejprodávanějších singlů dostaly skladby Original Nuttah (UK Apachi and Shy FX) nebo Inner City Life (Goldie presents Metalheads).
Strukturu jungle tvoří zrychlený, často vrstvený breakbeat, silná melodická (nejčastěji syntetická) reggae basa a divoké syntezátorové staccato, to vše doplněno raggamuffin vokálem či nejrůznějším samplováním.
Známá jména:
- Goldie
- Aphrodite
- Shy FX
- Remarc
- Booyaka Crew
- DJ Dextrous
- M-Beat
- Top Cat
- T.Kay
- Soundman
- Elizabeth Troy
- DJ Nut Nut
- Potential Bad Boy
- Dj Hype

Známá vydavatelství:
- Metalheadz
- SOUR (Sound Of The Underground)
- Full Cycle
- Tekhed
- Jungle Sky
- FFRR (Full Frequency Range Recordings)
- Mós Music Machine
- V Recordings